# Диспетчеризація

Робоче місце диспетчера Збагачувальної фабрики «Свято-Варваринська». 2012

Диспетчериза́ція — сукупність технічних засобів і програмних продуктів, за допомогою яких здійснюється централізація контролю та діагностики стану інженерних систем, управління ними та невідкладне прийняття адекватних заходів у разі аварійних ситуацій. Постійна реєстрація та фіксація всіх подій в системі дає можливість встановити справжню причину аварії, безпомилково визначити осіб, винних в аварійній ситуації, а також запобігти її повторенню в майбутньому.

## Загальний опис
У сучасних системах диспетчеризації інженерних систем широко використовуються інформаційні технології. Інформація про все приєднане до системи диспетчеризації обладнання виводиться в режимі реального часу на екрани моніторів. Комп'ютеризація систем диспетчеризації дозволяє інтегрувати системи безпеки, зв'язку та інженерні системи в єдиний комплекс, в якому моніторинг всього обладнання, об'єднаного системою диспетчеризації, відбувається в режимі реального часу.
Типова система диспетчеризації житлового будинку збирає інформацію про спрацювання датчиків загазованості приміщень, затоплення підвалу, здійснює постійний контроль фази мережі електропостачання, температури гарячого водопостачання, опалення, температури приміщення, пожежної сигналізації, а також будь-якого сигналу за бажанням замовника. Паралельно, система може передавати та контролювати (моніторити) доступ до допоміжних інженерних приміщень (вбудованих казанних, бойлерних, машинних відділень ліфтів тощо).

## Завдання систем диспетчеризації
Системи диспетчеризації вирішують такі основні завдання:
- Автоматичне забезпечення необхідного мікроклімату
- Надійна і безвідмовна робота встановлених систем
- Можливість зниження загальних капітальних витрат і витрат на експлуатацію (за рахунок зменшення енергоспоживання та підвищення надійності роботи обладнання)
- Зниження витрат на використання висококласних (і дорогих) фахівців
- Безпека як встановлених систем, так і їх користувачів

Установка сучасної системи автоматизації та диспетчеризації забезпечує:
- Реальну і повну картину стану всіх інженерних систем в будь-який момент часу;
- Зручний графічний інтерфейс, де у вигляді мнемосхем представлено все встановлене обладнання;
- Швидку й адекватну реакцію на аварійні ситуації;
- Можливість видачі аварійних повідомлень на екран монітора, принтер, віддалений комп'ютер, пейджер, мобільний телефон;
- Реєстрацію всіх системних подій, що дозволяє в багатьох випадках встановити причину аварійної ситуації, її винуватця, а також запобігти її появу надалі;
- Швидку та точну реакцію на зміну умов зовнішнього середовища;
- Підрахунок часу напрацювання устаткування і попередження про необхідність проведення профілактичних та регламентних робіт і, за рахунок цього, продовження терміну служби інженерних систем;
- Ширші можливості щодо управління системами при скороченні штату обслуговчого персоналу;
- Можливість збору статистичної інформації і прогнозування.
- В автоматичному режимі керувати роботою систем вентиляції, кондиціонування, опалення, освітлення та ін., забезпечуючи в кожному приміщенні найбільш комфортні умови для персоналу по температурі, вологості повітря, освітленості.
- Отримувати об'єктивну інформацію про роботу і стан всіх систем, своєчасно повідомляти диспетчерам про необхідність виклику сервісних фахівців у разі відхилення параметрів від штатних показників;
- Контролюючи максимально можливе число параметрів обладнання і показників завантаженості систем, перерозподіляти енергоресурси між системами, забезпечуючи їх ефективне використання та економію;
- Вводити оптимальний режим управління інженерним обладнанням з метою скорочення витрат на використання ресурсів, споживаних інженерними системами будівлі (гарячої й холодної води, тепла, електроенергії, чистого повітря і т. д.);
- Забезпечувати централізований контроль і управління при позаштатних ситуаціях;
- Здійснювати своєчасну локалізацію аварійних ситуацій;
- Оперативно приймати рішення при аварійних, позаштатних ситуаціях (пожежі, затоплення, витоках води, газу);
- Вести об'єктивний аналіз роботи устаткування, дій інженерних служб, при нештатних ситуаціях на основі інформації автоматизованих баз даних, що документують всі прийняті рішення і багато іншого;
- Використовуючи відкриті протоколи обміну даними між різними системами

## Склад системи
У загальному випадку, подібна система включає в себе наступні підсистеми:
- кондиціонування і вентиляція повітря (витяжні і припливні системи, центральні кондиціонери, кондиціонери доводчики: регулятори повітряного потоку, теплові завіси);
- теплопостачання (котельні установки або індивідуальні теплові пункти (ІТП));
- водопостачання, каналізації, водопідготовки, дренажу (різні станції управління насосами);
- пожежна та охоронна сигналізації;
- електропостачання та електроосвітлення (дизель-генераторна установка, трансформаторна підстанція, розподільні пристрої, електрообігрів трубопроводів, лотків водостоку і воронок, потужні джерела безперебійного живлення);
- ліфтове обладнання;
- можливі додаткові підсистеми.

Система диспетчеризації дозволяє спостерігати за роботою представлених підсистем в реальному часі. Диспетчеризація дозволяє контролювати різні процеси, що відбуваються на віддалених об'єктах, змінювати параметри пристроїв, які обслуговують ці об'єкти, а також переглядати протоколи їх роботи. Диспетчеризація охоплює інформаційні системи, які включають бази даних підприємства і (або) обладнання.
Для збору і подальшої обробки даних використовуються програмовані контролери, що підтримують різноманітні стандарти передачі даних. Такі контролери працюють в двох режимах: незалежну, без зовнішнього управління і залежному, спільно з центральним пультом управління.

## Типи
Система диспетчеризації інженерних об'єктів буває двох типів:
1. Локальна диспетчеризація дозволяє передавати технологічні дані як від однієї, так і від декількох інженерних систем на комп'ютер оператора (пункт диспетчеризації).
2. Тимчасова диспетчеризація дозволяє здійснювати передачу параметрів від однієї або декількох автоматизованих систем з територіально віддалених об'єктів на центральну станцію диспетчеризації, за допомогою різних каналів передачі даних. Тимчасова диспетчеризація може застосовується для об'єднання кількох будинків, що мають локальну диспетчеризацію.